# СГ-82
СГ-82,  Станковый Гранатомёт — калибра 82 миллиметра / СПГ-82, Станковый Противотанковый Гранатомёт — калибра 82 миллиметра (название до модернизации) — советское коллективное огнестрельное оружие (станковый противотанковый гранатомёт) многоразового применения.

## История
В 1942 году в СКБ № 36 Народного комиссариата нефтяной промышленности Союза ССР (позднее вошло в состав ВНИИБТ) были начаты работы по созданию 82-мм «реактивного противотанкового ружья» ПТР-82. В 1943 году доработанный вариант испытывался как РПР-82, а в 1944 — РПР-82-М, но на вооружение они не были приняты, так как никакие доступные материалы для окошка в щите не выдерживали воздействие реактивной струи. Были также и другие претензии, решить их все удалось лишь после войны. Одновременно с 82-мм СПГ разрабатывался более мощный СПГ-122 (122-мм станковый противотанковый гранатомёт), впоследствии в ходе доработок переименованный в СГ-122, имеющий аналогичное устройство и принцип действия.
В конце 1940-х гг. СПГ-82 был принят на вооружение Советской армии ВС Союза ССР, получив при этом индекс ГАУ 56-Г-662. СПГ находились по штату в артиллерийской батарее мотострелкового батальона. Серийное производство было организовано на Тульском машиностроительном заводе.
Создатели гранатомёта Островский, Анатолий Павлович, Григорян, Норайр Григорьевич — инженеры СКБ-1, и Шумилов, Пётр Павлович (посмертно) получили в 1947 году Сталинскую премию.
СПГ-82 имел гладкий тонкостенный ствол, без нарезов, на нём крепились самовзводный ударно-спусковой механизм, прицельное приспособление и плечевой упор. Ствол устанавливался на станок с колёсным ходом.
Заряжание производилось с казенной части ствола. Обслуживание гранатомёта производилось расчётом из трёх человек.
В последующем в боекомплект была добавлена осколочная граната ОГ-82 и проведена модернизация гранатомёта. В процессе модернизации стреляющий механизм стал с самовзводящимся курком, неподвижный плечевой упор заменён выдвижным, установлен прицел для стрельбы осколочными гранатами. Новый гранатомёт, использующий кумулятивные гранаты ПГ-82 и осколочные ОГ-82, получил обозначение СГ-82 (без буквы «П»).

## Боевые припасы
Боевые припасы:
- ПГ-82 — противотанковая кумулятивная граната. Масса снаряда — 4,54 кг. Прицельная дальность стрельбы гранатой ПГ-82 — 300 м. Бронепробиваемость (при угле встречи 90°) — 175 мм.
- ОГ-82 — осколочная граната. Масса снаряда — 4,95 кг. Прицельная дальность выстрела гранатой ОГ-82 — 700 м. Радиус сплошного поражения при взрыве — 12,5 м.

## Состоял на вооружении
СГ-82 / СПГ-82 состоял на вооружении в вооружённых силах государств:
- СССР
- Алжир
- Монголия
- Афганистан
- КНДР
- Китай
- Куба
- участников Организации Варшавского договора, например ГДР[4].